# ذروة التسارع الأرضي

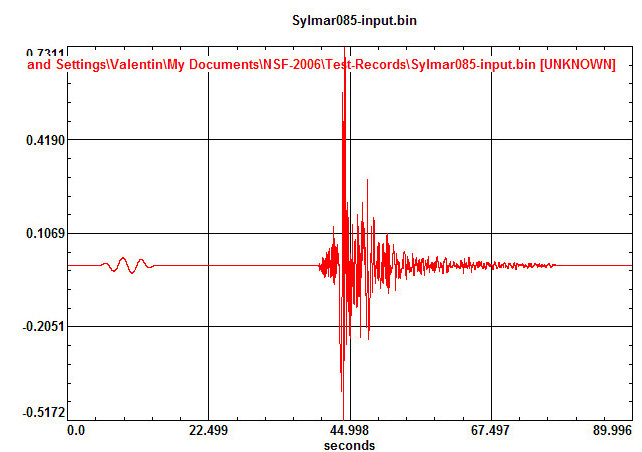
مخطط الزلازل لزلزال Sylmar085 في أجزاء من تسارع الجاذبية.

ذروة التسارع الأرضي (بالإنجليزية: (PGA) Peak Ground Acceleration)‏ هي قياس يستعمل في وصف الهزات الأرضية، على مستوى سرعة تحرك سطح الأرض. تعتبر من أهم القياسات المستعملة في هندسة الزلازل، و في حساب احتمالات الخطر الزلزالي في منطقة معينة، و يعتبر أهم مفسر للأضرار التدميرية للزلازل. يرتبط هذا المقدار بشدة الهزة الأرضية، و بالبنية الجيولوجية للمنطقة المدروسة.
خلافا للمقاييس الأخرى المستعملة في وصف الزلازل، كسلم ريشتر ومقياس العزم الزلزالي، التي تصف الطاقة الناتجة عن الهزات، قياس ذروة التسارع الأرضي يصف شدة الرج المولدة، و يمكن ربطه بمقياس ميركالي. هذا الأخير، يعتمد على الشهادات و المعاينات الشخصية، بعكس ذروة التسارع، التي يتم حسابها اعتمادا على آلة مقياس تسارع الزلازل.

## وحدات القياس
لوصف الحركة الأفقية للأرض في مجال الزلزال، تستعمل وحدتان للقياس:
- سرعة الأرض القصوى: و وحدتها السنتمر في الثانية (cm/s). تقاس السرعات على مستوى محطات القياس و تجمع لتركيب خريطة السرعات القصوى، و التي تمكن من تحديد الفوالق (حيث تبلغ السرعة ذروتها)، و اتجاه تحرك الهزة. الرقم القياسي سجل في 14 يونيو 2008، في اليابان (خلال زلزال إيواطي مياجي)، و بلغ 4.278 سنتمترا في الثانية.[3]
- ذروة التسارع (PGA): و تحسب بالنسبة المئوية إلى قوة g (تسارع الثقالة) (g = 9,81 m/s2).

## الارتباط معسلم ميركالي
| سلم ميركالي | ذروة التسارع (%g) | السرعة الأفقية (cm/s) | إدراك الهزة الأرضية | حجم الضرر التدميري |
| ----------- | ----------------- | --------------------- | ------------------- | ------------------ |
| I           | أقل من 0.0017     | أقل من 0.1            | غير محسوس           | غير موجود          |
| II-III      | 0.0017 - 0.014    | 0.1 - 1.1             | خفيف جدا            | غير موجود          |
| IV          | 0.014 - 0.039     | 1.1 - 3.4             | خفيف                | غير موجود          |
| V           | 0.039 - 0.092     | 3.4 - 8.1             | متوسط               | قليل جدا           |
| VI          | 0.092 - 0.18      | 8.1 - 16              | قوي                 | قليل               |
| VII         | 0.18 - 0.34       | 16 - 31               | قوي جدا             | متوسط              |
| VIII        | 0.34 - 0.65       | 31 - 60               | حاد                 | من متوسط إلى كبير  |
| IX          | 0.65 - 1.24       | 60 - 116              | عنيف                | كبير               |
| X+          | أكبر من 1.24      | أكبر من 116           | قصوي                | كبير جدا           |

المصدر 